# Soma Novothny
Soma Zsombor Novothny (czyt. szoma żombor nowotny) (ur. 16 czerwca 1994 w Veszprémie) – węgierski piłkarz występujący na pozycji napastnika w węgierskim klubie Kisvárda FC . 

## Kariera
Wychowanek Veszprém, w trakcie swojej kariery grał także w takich zespołach, jak Napoli, Paganese Calcio 1926, Mantova 1911, Südtirol, Diósgyőri, Sint-Truidense, Újpest oraz Busan IPark. Młodzieżowy reprezentant Węgier.